# 東葛城村
東葛城村（ひがしかつらぎむら）は、かつて大阪府にあった村。和泉葛城山の北麓に位置し、村名は西葛城村に対して名付けられた。

## 歴史
- 1868年（明治元年） 南郡河合村より白原村を分立。
- 1889年（明治22年）4月1日 南郡白原村、神於村、河合村、相川村、塔原村が合併して、南郡東葛城村が発足。大字河合に村役場を設置。
- 1896年（明治29年）4月1日 泉南郡が成立。
- 1906年（明治39年） 大字神於と河合の各一部より上白原を分立。
- 1940年（昭和15年）6月1日 泉南郡有真香村と共に岸和田市に編入される。

## 交通

### 道路
- 葛城街道
- 水間街道